# كريستيان بيير
كريستيان بيير هو لاعب السكرابل ‏ بلجيكي، ولد في 1959.